# Steriphopus lacertosus
Espèce
Statut de conservation UICN

 CR B1ab(iii) : 
En danger critique
Steriphopus lacertosus est une espèce d'araignées aranéomorphes de la famille des Palpimanidae.

## Distribution
Cette espèce est endémique des Seychelles. Elle se rencontre sur Mahé.

## Description
La femelle holotype mesure 3,5 mm.

## Publication originale
- Simon, 1898 : Études arachnologiques. 29e Mémoire. XLVI. Arachnides recueillis en 1895 par M. le Dr A. Brauer (de l'Université de Marburg) aux îles Séchelles. Annales de la Société Entomologique de France, vol. 66, p. 370-388 (texte intégral).